# Yeonsangun de Joseon
Yeonsan-gun (23 de noviembre de 1476 - 20 de noviembre de 1506, r 1494-1506), nacido Yi Yung, fue el décimo rey de la dinastía Joseon de Corea. Él era el hijo mayor de Seongjong y de su segunda esposa, Dama Yun. A menudo se le considera el peor tirano de la dinastía Joseon, notorio por ordenar dos sangrientas purgas de la élite seonbi. También tomó un millar de mujeres de las provincias para servir como animadoras en el palacio, y se apropió de la sala de estudio Seonggyungwan como su campo de placer personal. Derrocado, Yeonsan-gun no recibió un nombre de templo.

## Biografía

### Ejecución de su madre
Reina Yun, más tarde conocida como la Depuesta Reina Dama Yun, sirvió al padre del Príncipe Yeonsan, Seongjong, como concubina hasta la muerte de la Reina Gonghye, la primera esposa de Seongjong. Sin Monarquía hereditaria, el rey fue presionado por los consejeros para tomar una segunda esposa para asegurar la sucesión real. La Dama Yun fue elegida por su belleza, se casaron formalmente en 1476. Varios meses después, dio a luz a su primer hijo, Yi Yung, que luego se convertiría en el príncipe Yeonsan. La nueva reina resultó ser temperamental y muy celosa de las concubinas de Seongjong que vivían en el interior del palacio, incluso envenenó a una en el 1477. En 1479, ella físicamente golpeó una noche al Rey, dejando marcas de arañazos. A pesar de los esfuerzos para ocultar la lesión, la madre de Seongjong, la Gran Reina Insu, descubrió la verdad y ordenó que la Dama Yun fuera enviada al exilio. Después de varios intentos populares para restaurar a la depuesta Reina Dama Yun a su posición en la corte, funcionarios del gobierno solicitaron que fuera envenenada, y así lo hicieron.

### Las dos purgas
El príncipe heredero creció y sucedió a Seongjong en 1494. Durante el principio de su reinado, era un administrador inteligente y capaz que reforzó la defensa nacional y ayudó a los pobres. Sin embargo, también mostró signos de un lado violento cuando mató a Jo Sa-seo, uno de sus tutores, poco después de convertirse en el rey. Con el tiempo se enteró de lo que le había sucedido a su madre biológica y trató de restaurar póstumamente sus títulos y posición. Cuando los funcionarios públicos pertenecientes a la facción política Sarim se opusieron a sus esfuerzos a causa de servir a la voluntad de Seongjong, se sintió disgustado y buscó la manera de eliminarlos. En 1498 Kim Il-son, discípulo de Kim Jong-jik, incluyó un párrafo en el registro real, que fue una crítica de la usurpación del rey Sejo de Joseon al trono en 1455. Kim Il-son y otros seguidores de Kim Jong-jik fueron acusados de traición por una facción rival, dando a Yeonsangun causa suficiente para ordenar la ejecución de muchos funcionarios de la facción Sarim y la mutilación de los restos de Kim Jong-jik. Esto llegó a ser conocido como la Primera Purga coreana de literatos (무오 사화戊午士禍). 
En 1504, Im Sa-hong reveló a Yeonsangun detalles de la muerte de su madre y le mostró una mancha de sangre en la ropa, la sangre supuestamente vomitada por ella después de tomar el veneno. Poco después, el 20 de marzo de 1504, Yeonsangun mató a golpes a dos de las concubinas de su padre, Gwiins Jeong y Dama Eom, por su participación en la muerte de su madre. Su abuela, la Gran Reina Insu, formalmente a la reina Sohye, murió cuando fue empujada por Yeonsagun después de un altercado. Ejecutó muchos oficiales del gobierno que habían apoyado la ejecución de su madre, ahora conocida póstumamente como la Reina Jeheon, y ordenó que la tumba de Han Myeong-hoi fuera abierta para cortar la cabeza del cadáver. Incluso castigó a funcionarios conocidos simplemente por estar presentes en la corte real en ese momento, por el delito de no impedir las acciones de los que abusaron de su madre. Mientras tanto, Im Sa-hong fue promovido, él y sus aliados recibieron muchos cargos y otros importantes premios. Esto llegó a ser conocido como la Segunda Purga coreana de literatos (갑자 사화甲子士禍).

### Supresión de la libertad de expresión y el aprendizaje
Yeonsangun cerró la Seonggyeongwan, la universidad real, así como el templo Wongak-sa, y los convirtió en sus sitios de placer personal, para lo cual chicas jóvenes y caballos fueron obtenidos de la totalidad de la península de Corea. Tenía la intención de abrir un burdel personal en su lugar. Se demolió una gran zona residencial en la capital y desalojó a 20.000 habitantes para construir campos de caza. También forzó a las personas a que hicieran trabajos involuntarios para terminar estos proyectos. Muchos plebeyos se burlaban e insultaban al rey con carteles escritos en hangul. Esto provocó la ira de Yeonsangun, y se prohibió el uso del hangul.
Cuando los ministros se manifestaron en contra de sus acciones, abolió la Oficina de Censura (cuya función era la de criticar las acciones o las políticas inapropiadas del Rey) y la Oficina de Asesores Especiales (Hongmoongwan) (una biblioteca y centro de investigación que aconsejaba al rey con las enseñanzas de Confucio). Ordenó a sus ministros que llevaran un cartel que decía: "Una boca es una puerta que lleva al desastre, una lengua es una espada que corta una cabeza. Un cuerpo estará en paz siempre que su boca esté cerrada y su lengua esté profundamente adentro".(口是禍之門舌是斬身刀閉口深藏舌安身處處牢).) Cuando el jefe de los eunucos Kim Cheo-sun, que había servido a tres reyes, rogó a Yeonsangun que cambiará sus formas, Yeonsangun lo mató disparando flechas y personalmente cortó sus extremidades, además Yeonsangun castigó a sus parientes hasta con rangos de séptimo grado. Cuando Yeonsangun preguntó a los secretarios reales si tal castigo era adecuado, estos no se atrevieron a decir lo contrario. También exilió a un ministro de los ritos por derramar una bebida que había servido.
En marcado contraste con la era liberal de su padre, muchas personas tuvieron miedo de su gobierno despótico y sus voces fueron silenciadas.

### Destronamiento
En 1506, el año 12 del rey Yeonsangun, un grupo de funcionarios, los notables Park Won-jong, Seong Hui-ahn, Yoo Soon-jeong y Hong Gyeong-ju, conspiraron contra el gobernante despótico. Se puso en marcha un golpe de Estado el 2 de septiembre de 1506, de deponer al rey y reemplazarlo por su medio hermano, el Gran Príncipe Jinseong. El rey fue degradado a príncipe, y enviado al exilio en Ganghwado, donde murió el mismo año después de sólo unas pocas semanas. La Consorte Jang Nok-su, que fue considerada como una 'mujer fatal' y que había animado el mal gobierno de Yeonsangun, fue decapitada, y los hijos jóvenes de Yeonsangun también murieron.

## Familia
- Padre: Rey Seongjong de Joseon (20 de agosto de 1457 – 20 de enero de 1494) (조선 성종)
  - Abuelo: Rey Deokjong de Joseon (1438 – 2 de septiembre de 1457) (이장 의경세자)
  - Abuela: Reina Sohye del Cheongju Han clan (7 de octubre de 1437 - 11 de mayo de 1504) (소혜왕후 한씨)
- Madre: Reina Jeheon del Haman Yun clan (15 de julio de 1455 - 29 de agosto de 1482) (제헌왕후 윤씨)[1]
  - Abuelo: Yun Ki-gyeon (윤기견)
  - Abuela: Dama Shin del Goryeong Shin clan (고령 신씨)
- Consortes:

1. Reina depuesta Shin del Geochang Shin clan (15 de diciembre de 1476 - 16 de mayo de 1537) (폐비 신씨)[2][3]
  1. Hijo sin nombre (1494 - 1494)
  2. Princesa Hwishin (1495 - ?) (휘신공주)
  3. Hija sin nombre
  4. Príncipe Heredero Depuesto Yi Hwang (10 de enero de 1498 - 24 de septiembre de 1506) (폐왕세자 이황)
  5. Hijo sin nombre (1500 - ?)
  6. Yi Seong, Gran Príncipe Changnyeong (1501 - 24 de septiembre de 1506) (이성 창녕대군)
  7. Hijo sin nombre (1501 - ?)
  8. Hijo sin nombre
  9. Hijo sin nombre (? - 1503)
2. Consorte Real Suk-ui del Yangseong Lee clan (숙의 이씨)[4]
  1. Yi Pandilla-Su, Prince Yangpyeong (1498 - 24 de septiembre de 1506) (이강수 양평군)
3. Consorte Real Suk-ui del Yun clan (숙의 윤씨)
4. Consorte Real Suk-ui del Kwak clan (숙의 곽씨)
5. Consorte Real Suk-ui del Kwon clan (숙의 권씨)
6. Consorte Real Suk-ui del Min clan (숙의 민씨)
7. Consorte Real Suk-yong del Heungdeok Jang clan (? - 1506) (장녹수 숙용 장씨)[5][6]
  1. Princesa Yi Yeong-su (이영수)
8. Consorte Real Suk-yong del Damyang Jeon clan (? - 1506) (숙용 전씨)
  1. Hija sin nombre
9. Consorte Real Suk-yong del Jo clan (숙용 조씨)
10. Consorte Real Suk-ganado del Choi clan (숙원 최씨)
11. Consorte Real Suk-ganado del Kim clan (숙원 김씨)
12. Dama de palacio Jeonggeum (내인 정금)
  1. Princesa Yi seum-han (이함금)
13. Dama Sukhwa del Kim clan (숙화 김씨)
14. Dama Wol Ha-mae (여완 월하매)
15. Dama Ahn (여원 안씨)
16. Concubina sin nombre
  1. Príncipe Yi Don-su (이돈수)
  2. Princesa Yi Bok-eok (이복억)
  3. Princesa Yi Bok-han (이복합)
  4. Princesa Yi Jeong-su (이정수)
  5. Hija sin nombre

## En la cultura popular
- En la serie de televisión Jang Nok-su, que lo retratan a él y a su concubina favorita, la titular Jang Nok-su. Jang Nok-su es ampliamente conocida como una de las mujeres fatales más notorias de la historia de Corea. Fue decapitada después de que Yeonsangun fue depuesto.
- En la serie de Woman of the World (donde los personajes principales son la tercera esposa de su medio hermano y su segunda cuñada), el golpe contra el príncipe Yeonsan es una de las primeras escenas que se muestran en el primer episodio. Él es retratado como un poco errático e insano, temblando y, a veces cayendo al suelo.
- En la serie de televisión Dae Jang Geum, se presenta como el peor rey que Corea ha tenido.
- Él fue el tema de la exitosa película del 2005 King and the Clown, lo que da una representación diferente de Yeonsangun (como un rey emocionalmente y quizás fascinado sexualmente por un bufón de la corte masculino afeminado) y la historia de la depuesta Reina Yun (es retratada de una manera diferente, como que fue incriminada por la reina viuda Insu y dos concubinas celosas de su marido).
- Fue interpretado en los últimos episodios de la serie de televisión de 2008 The King and I.
- Fue interpretado en los últimos 5 episodios de series de televisión 2011 Queen Insoo.
- Fue interpretado en la película del 2015 The Treacherous.
- Fue interpretado por Kim Ji-suk en el 2017 la serie de televisión Rebel: Thief Who Stole the People.